# Лентикулярный растр
Лентикулярный растр (от лат. lenticula, означающего чечевицу или чечевицеобразное тело) или линзовый растр — массив из плоско-выпуклых цилиндрических собирающих линз, расположенный над изображением или светочувствительным слоем для считывания или записи растровых цветных или трёхмерных изображений.
Наиболее распространенный пример использования лентикулярных растров — использование в лентикулярной печати для создания изображений с иллюзией движения при смещении головы наблюдателя. В 1970-х годах были популярны открытки, карманные календари и значки с изображением, изменяющимся, если смотреть на него под разными углами. Данный эффект получил название «флип». Этот же принцип положен в основу современных безочковых 3D-телевизоров некоторых производителей.
Ещё одной областью применения линзового растра такой конструкции в 1928 году стало создание цветных киноплёнок Kodacolor с цветоделением при помощи совместной работы лентикулярного растра и цветных светофильтров, встроенных в съёмочный и проекционный объективы. 16-миллиметровая киноплёнка с таким растром, изготовленным на подложке, выпускалась всего 4 года, и технология была забыта после появления многослойных киноплёнок.

## Получение автостереограмм на лентикулярных растрах

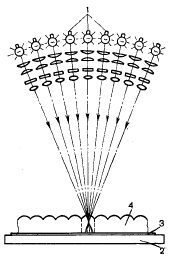
Печать многоракурсного изображения

### Фотосъёмка с помощью кодирующего растра

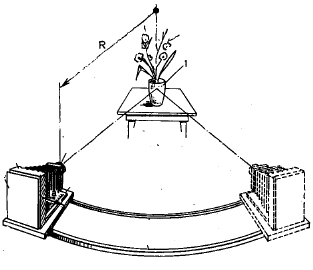
Съёмка трёхмерного изображения с помощью кодирующего растра

По дуге вокруг статичного объекта движется камера. Между жёстко прикреплённой к задней стенке камеры фотоплёнкой и объективом находится растр, прижатый к фотоплёнке так, чтобы между ними не было зазора, но растр мог скользить вдоль неё. Одновременно с перемещением камеры между крайними положениями, растр смещается на один период против направления движения камеры. В результате на плёнке получается закодированное негативное или позитивное кодированное изображение.

### Проекционная печать многоракурсных изображений
Проецирование негативных изображений ракурсов через растр на светочувствительный материал. Группа независимых проекторов направлена на одну и ту же доску увеличителя, так что их оптические оси сходятся в одной точке. В каждом проекторе установлен один негатив или слайд из комплекта ракурсов объекта.

## Угол обзора лентикулярного растра
Угол зрения линзовидной печати - это диапазон углов, в пределах которых наблюдатель может видеть все изображение. Это определяется максимальным углом, при котором луч может покинуть изображение через правильную лентикулу.

### Угол в объективе
Диаграмма справа показывает зеленый цвет наиболее экстремального луча в линзовидной линзе, который будет правильно преломлен объективом. Этот луч оставляет один край полосы изображения (в правом нижнем углу) и выходит через противоположный край соответствующей лентикулы.

#### Определения
- {\displaystyle R} - это угол между крайним лучом и нормалью в точке, где он выходит из объектива,
- {\displaystyle p} - высота или ширина каждой линзовидной ячейки,
- {\displaystyle r} - радиус кривизны лентикулы,
- {\displaystyle e} - толщина линзовидной линзы
- {\displaystyle h}- толщина подложки ниже криволинейной поверхности линзы и
- {\displaystyle n} - показатель преломления линзы.

#### Формулы для расчета
{\displaystyle R=A-\arctan \left({p \over h}\right)},
где
{\displaystyle A=\arcsin \left({p \over 2r}\right)},
{\displaystyle h=e-f} iэто расстояние от задней части решетки до края линзы, и
{\displaystyle f=r-{\sqrt {r^{2}-\left({p \over 2}\right)^{2}}}}.

### Угол снаружи объектива
Угол снаружи линзы определяется преломлением луча, определенного выше. Полный угол наблюдения  {\displaystyle O} задается формулой
{\displaystyle O=2(A-I)},
где {\displaystyle I} - угол между крайним лучом и нормалью вне объектива. Из закона Снелла,
{\displaystyle I=\arcsin \left({n\sin(R) \over n_{a}}\right)},
где {\displaystyle n_{a}\approx 1.003} является коэффициентом преломления воздуха..

### Пример
Рассмотрим линзовидную печать с линзами с шагом 336,65 мкм, радиусом кривизны 190,5 мкм, толщиной 457 мкм и показателем преломления 1,557. Полный угол наблюдения {\displaystyle O} составит 64,6 °.

## Задняя фокальная плоскость линзовидной сети
Фокусное расстояние объектива рассчитывается по уравнению линзодержателя, которое в этом случае упрощает:
{\displaystyle F={r \over n-1}},
где {\displaystyle F}- фокусное расстояние объектива.
Задняя фокальная плоскость расположена на расстоянии {\displaystyle BFD} от задней части объектива:
{\displaystyle BFD=F-{e \over n}.}
Отрицательный BFD указывает, что фокальная плоскость лежит внутри объектива.
В большинстве случаев линзовидные линзы предназначены для того, чтобы задняя фокальная плоскость совпадала с задней плоскостью объектива. Условием для этого совпадения является {\displaystyle BFD=0}, или
{\displaystyle e={nr \over n-1}.}
Это уравнение накладывает связь между толщиной линзы {\displaystyle e}  ее радиусом кривизны {\displaystyle r}.

### Пример
Линзообразная линза в приведенном выше примере имеет фокусное расстояние 342 мкм и фокусное расстояние 48 мкм, что указывает на то, что фокальная плоскость объектива падает на 48 мкм позади изображения, напечатанного на задней стороне объектива.